# Mineiros Esporte Clube
Il Mineiros Esporte Clube, noto anche semplicemente come Mineiros, è una società calcistica brasiliana con sede nella città di Mineiros, nello stato del Goiás.

## Storia
Il club è stato fondato il 20 gennaio 1977. Ha vinto il Campeonato Goiano Terceira Divisão nel 2003, e il Campeonato Goiano Segunda Divisão nel 2004. Il Mineiros ha partecipato alla Coppa del Brasile nel 2006, dove è stato eliminato al secondo turno dall'Atlético Mineiro, dopo aver eliminato al primo turno l'Americano.

## Palmarès

### Competizioni statali
- Campeonato Goiano Segunda Divisão: 1

2004
- Campeonato Goiano Terceira Divisão: 1

2003